# 21434 Stanchiang
A 21434 Stanchiang (ideiglenes jelöléssel 1998 FG116) a Naprendszer kisbolygóövében található aszteroida. A LINEAR projekt keretében fedezték fel 1998. március 31-én.